# 졸업여행 (2012년 영화)
"졸업여행"(영어: Graduation Trip)은 대한민국의 영화이다. 이 영화는 2012년 제5회 건국대학교 영화전공 졸업영화로 지도교수는 홍상수 감독이며, 인천영상위원회와 신진영상인력 육성사업으로부터 제작 지원을 받은 작품이다.

## 등장 인물

### 주요 인물
- 박주희 - 유나 역
- 류혜영 - 혜윤 역

### 주변 인물
- 안재홍 - 사촌오빠 역
- 정두원 - 종현 역
- 고경표 - 진수 역
- 카테리나 - 카테리나 역

### 그 외
- 김세연 - 역
- 이호 - 바닷가 남 1 역
- 구건모 - 바닷가 남 2 역